# Чернігівсько-Полтавська операція
Черні́гівсько-Полта́вська опера́ція (26 серпня — 30 вересня 1943 року) — стратегічна наступальна операція радянських військ у Другій світовій війні. Перший етап битви за Дніпро. Складалася з узгоджених й взаємозв'язаних за метою, завданнями, місцем і часом фронтових наступальних операцій Центрального фронту СРСР — Чернігівсько-Прип'ятської, Воронезького фронту СРСР — Сумсько-Прилуцької і Степового фронту СРСР — Полтавсько-Кременчуцької, основною метою яких було захоплення Лівобережної України і плацдармів на Дніпрі.

## Задум операції

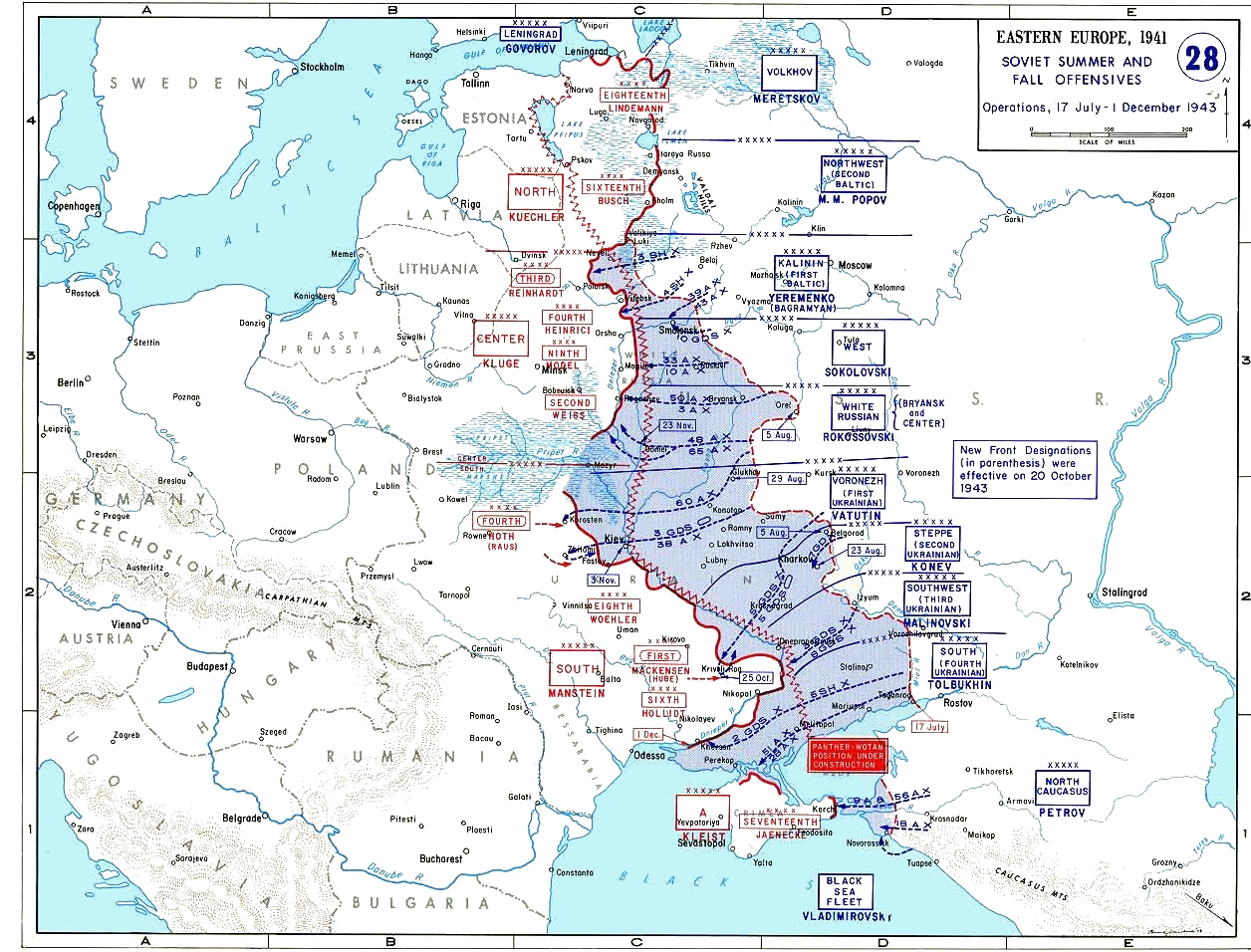
Карта-схема бойових дій на Східному фронті в липні — грудні 1943 року

Після поразки в Курській битві, німецькі війська вже не намагалися перехопити ініціативу, але вермахт міг все ще ефективно реагувати на радянські дії.
Верховне командування вермахту після поразки під Курськом вирішило перейти до оборони на всьому Східному фронті, міцно утримувати зайняті рубежі. Одночасно спішно готувалися нові оборонні рубежі по великих річках, особливе значення надавалося Дніпру. Особливого значення німецьке командування надавало лінії оборони вздовж Дніпра, яку воно вважало основою так званого «східного валу».
З радянської сторони, Ставка Верховного Головнокомандування прагнула максимально використати перемогу в Курській битві. Згідно з директивами Ставки ВГК, підготовленими ще в ході Курської битви, військам належало розгорнути наступ на фронті від Великих Лук до Азовського моря. Єдиний план операції складався з нанесення декількох потужних ударів на фронті від Черкас до Полтави одночасно силами відразу трьох фронтів з метою розсічення німецької оборони та недопущення закріплення противника на рубежах річок Десна і Дніпро. На лівому фланзі війська Південно-Західного і Південного повинні були розпочати Донбаську стратегічну наступальну операцію. Загальна мета наступу усунути головні сили німців на південному крилі радянсько-німецького фронту, захопити Лівобережну Україну і Донбас, вийти до Дніпра, форсувати його та захопити плацдарми на правому березі річки, створивши умови для окупації з боку СРСР Правобережної України.

## Склад сил сторін на початок операції

### Червона армія
Центральний фронт (командувач — генерал-полковник Рокоссовський К. К.)
- 13-та армія (генерал-лейтенант Пухов М. П.),
- 48-ма армія (генерал-лейтенант Романенко П. Л.),
- 65-та армія (генерал-лейтенант Батов П. І.),
- 60-та армія (генерал-лейтенант Черняховський І. Д.),
- 70-та армія (генерал-лейтенант Галанін І. В.),
- 2-га танкова армія (генерал-лейтенант Богданов С. І.),
- 9-й танковий корпус (генерал-майор Рудченко Г. С.),
- 16-та повітряна армія (генерал-лейтенант Руденко С. Г.).

Разом: 579 600 чол.
Примітка: в ході операції, 6 вересня 1943 року, в склад сил фронту з резерву Ставки ВГК була передана 61-ша армія (генерал-лейтенант Бєлов П. О.), 70-та армія 1 вересня виведена в резерв Ставки ВГК.
Воронезький фронт (командувач — генерал армії Ватутін М. Ф.)
- 38-ма армія (генерал-лейтенант Чибісов Н. Є.),
- 40-ва армія (генерал-лейтенант, з вересня генерал-полковник Москаленко К. С.),
- 5-та гвардійська армія (генерал-лейтенант Жадов О. С.),
- 47-ма армія (генерал-лейтенант Жмаченко П. Ф.),
- 27-ма армія (генерал-лейтенант Трофименко С. Г.),
- 52-га армія (генерал-лейтенант Коротеєв К. А.),
- 4-та гвардійська армія (генерал-лейтенант Зигін О. І., з 27 вересня генерал-лейтенант Галанін І. В.),
- 6-та гвардійська армія (генерал-лейтенант Чистяков І. М.),
- 3-тя гвардійська танкова армія (генерал-лейтенант Рибалко П. С.),
- 1-ша танкова армія (генерал-лейтенант Катуков М. Ю.),
- 4-й гвардійський танковий корпус (генерал-майор Полубояров П. П.),
- 1-й гвардійський кавалерійський корпус (генерал-майор Баранов В. К.),
- 2-га повітряна армія (генерал-лейтенант Красовський С. Я.).

Разом: 665 500 чол.
Примітка: в ході операції 5-та гвардійська армія 6 вересня передана в склад Степового фронту, 1-ша танкова армія 9 вересня виведена в резерв Ставки ВГК.
Степовий фронт (командувач — генерал армії Конєв І. С.)
- 37-ма армія (генерал-лейтенант Шарохін М. М.),
- 7-ма гвардійська армія (генерал-лейтенант з жовтня 1943 генерал-полковник Шумилов М. С.),
- 53-тя армія (генерал-лейтенант Манагаров І. М.),
- 69-та армія (генерал-лейтенант Крючонкін  В. Д.),
- 5-та повітряна армія (генерал-лейтенант Горюнов С. К.).

Разом: 336 200 чол.
Примітка: в ході операції 6 вересня зі складу Південно-Західного фронту в склад Степового фронту передана 46-та армія (генерал-майор, з жовтня 1943 генерал-лейтенант Глаголев В. В.).
Всього у складі трьох фронтів було 1 581 300 людей, 30 300 гармат і мінометів, 1200 танків і САУ, 690 реактивних установок, 1450 літаків. Дії радянських фронтів координував представник Ставки заступник Верховного Головнокомандувача Маршал Радянського Союзу Георгій Жуков.

### Вермахт
Основний удар Червоної армії наносився в стик групи армій «Центр» генерал-фельдмаршала фон Клюге і групи армій «Південь» генерал-фельдмаршала фон Манштейна.
Радянським військам протистояли: Від групи армій «Центр»
- частина військ 9-ї польової армії (командувач генерал-полковник Вальтер Модель),
- 2-га польова армія (командувач генерал-полковник Вальтер Вайс),
- частина сил 2-го повітряного флоту (командувач генерал-фельдмаршал Вольфрам фон Ріхтгофен).

Від групи армій «Південь»
- 4-та танкова армія (командувач генерал-полковник Герман Гот),
- 1-ша танкова армія (командувач генерал-полковник Еберхард фон Маккензен),
- 8-ма польова армія (командувач генерал піхоти Отто Велер),
- 6-та польова армія (командувач генерал-полковник Карл-Адольф Голлідт),
- 4-й повітряний флот (командувач генерал-полковник Отто Десслох).

Всього в їх складі німецького угруповання налічувалося 38 дивізій, з них 8 танкових і 2 моторизованих. В них нараховувалося 700 000 солдатів і офіцерів, 7200 гармат і мінометів, 1200 танків і штурмових гармат, понад 900 літаків.
Загальна перевага сил була на боці Червоної армії. Радянські війська переважали противника по особовому складу в 2,1 раза, в літаках — у 1,4 раза, в гарматах і мінометах — вчетверо, по танках сили були приблизно рівні. В ході битви обидві сторони безперервно нарощували сили. Так, радянська сторона ввела в бій 1 механізований корпус, 2 кавалерійських корпуси, 14 дивізій і 5 бригад, німецька сторона — 27 дивізій, у тому числі 5 танкових і 1 моторизовану.

## Хронологія подій (оперативні зведення)

### 31 серпня
Днями війська Центрального фронту прорвали сильно укріплену оборонну смугу противника в районі Севську протяжністю по фронту 100 кілометрів і, стрімко розвиваючи наступ, просунулися вперед до 60 кілометрів, вступивши в межі Північної України. Вчора нашими військами зайняті міста Глухів і Рильск. За 5 днів боїв радянські війська звільнили від німецьких загарбників понад 200 населених пунктів, в тому числі районний центр Сумської області Червоне, районний центр Курської області Крупець, залізничні станції Холмівка, Есмань, Клевень.

### 3 вересня
На Конотопському напрямку радянські війська продовжували успішно розвивати наступ і, просунувшись вперед від 15 до 25 кілометрів, зайняли понад 100 населених пунктів, в тому числі місто Шостка, місто Глухів, місто Путивль, міста Білопілля, місто і залізничний вузол Ворожба (місто), великі населені пункти Клишки, Чеплеївка, Краснопілля, Спаське, річки та залізничні станції Свеса, Макове, Терещенська, Алтинівка, Новооленівка.

### 4 вересня
На Конотопському напрямку радянські війська … просунувшись на окремих ділянках вперед від 15 до 17 кілометрів, зайняли понад 150 населених пунктів, в тому числі районний центр Чернігівської області місто Короп, районні центри Сумської області Ульяновка і Штепівка.

### 5 вересня
На Конотопському напрямку радянські війська … просунувшись вперед від 6 до 10 кілометрів, зайняли понад 100 населених пунктів, в тому числі великі населені пункти Нехаївка, Миколаївка, Атюша, Поліське, Духанівка, Гвинтове, Клепали, Терни, Деркачівка.

### 6 вересня
На Бахмацькому напрямку радянські війська продовжували успішний наступ і, просунувшись вперед від 10 до 20 кілометрів, зайняли понад 100 населених пунктів, в тому числі місто і великий залізничний вузол Конотоп, великі населені пункти Нові Млини, Бочечки, Козацьке, В'язове, Грузьке, Попова Слобода, Михайлівка та залізничні станції Мельня, Дубов'язівка, Грузьке.

### 7 вересня
На Бахмацькому напрямку радянські війська … просунувшись вперед від 10 до 15 кілометрів, зайняли понад 150 населених пунктів, в тому числі районний центр Чернігівської області місто Батурин, районні центри Сумської області Дубов'язівка, Буринь, великі населені пункти Високе, Шаповалівка, Городище, Митченки, Червоне, Попівка, Успенка, Вознесенка та залізничні станції Доч, Часниківка, Калинівка.

### 8 вересня
На Бахмацькому напрямку радянські війська … просунувшись вперед від 10 до 12 кілометрів, зайняли понад 60 населених пунктів, в тому числі місто Чернігівської області Борзна і великі населені пункти Ядути, Кинашівка, Шаповалівка, Соснівка, Гирівка, Чернече, Біжівка.

### 9 вересня
На Ніжинському напрямку радянські війська в результаті запеклих боїв зламали опір противника і штурмом здобули місто і великий залізничний вузол Бахмач. На Прилуцькому напрямку радянські війська вели успішний наступ і, просунувшись вперед від 8 до 10 кілометрів, зайняли понад 80 населених пунктів, в тому числі районні центри Сумської області Сміла, Недригайлів, Синівка і великі населені пункти Шпотівка, Курмани, Сакуниха, Капустинці, Великі Будища, Плішивець.

### 10 вересня
На Прилуцькому напрямку радянські війська продовжували наступ і, просунувшись вперед від 10 до 15 кілометрів, зайняли понад 80 населених пунктів, в тому числі районний центр Сумської області Липова Долина. У районі південно-західніше Харкова радянські війська вели наступальні бої, в ході яких поліпшили свої позиції.

### 11 вересня
На Ніжинському напрямку радянські війська на окремих ділянках просунулися вперед від 6 до 10 км й зайняли понад 20 населених пунктів, в тому числі великі населені пункти Стрільники, Велика Загорівка, Кербутівка, Юрківщина, Печі, і залізничну станцію Плиски. Південно-західніше Харкова … просунулися вперед від 5 до 8 кілометрів і зайняли кілька населених пунктів.

### 12 вересня
На Прилуцькому напрямку радянські війська, долаючи опір противника, просунулися на окремих ділянках вперед від 8 до 20 кілометрів і зайняли понад 70 населених пунктів, в тому числі місто Гадяч і великі населені пункти Іщенківка, Андріївка, Герасимівка, Погарщина, Розбишівка, Червонознам'янка, Середняк, Петрівка, Малі Будища. На Ніжинському напрямку … продовжували наступ і, просунувшись вперед від 10 до 12 кілометрів, зайняли понад 20 населених пунктів і серед них великі населені пункти Берестовець, Прохори, Сиволож, Хороше Озеро, Івангород, Хвастовці, Григорівка, Курінь.

### 13 вересня
На Ніжинському напрямку радянські війська, долаючи опір противника, продовжували успішний наступ і, просунувшись вперед від 10 до 17 кілометрів, зайняли понад 40 населених пунктів, в тому числі районний центр Чернігівської області Комарівка, великі населені пункти Воловиця, Степанівка, Британи, Євлашівка, Бурківка, Малий Самбір, Великий Самбір, Тиниця, Голінка, Гайворон, Дептівка, Кошари, Галка і залізничні станції Крути, Варварівка. На Прилуцькому напрямку … продовжували розвивати наступ і, просунувшись вперед від 10 до 12 кілометрів, зайняли понад 140 населених пунктів, в тому числі великі населені пункти Хмелів, Коровинці, Герасимівка, Бобрик, Ріпки, Круглик, Харківці і залізничні станції Андріяшівка, Юсківці.

### 14 вересня
На Прилуцькому напрямку радянські війська продовжували наступ і, просунувшись на окремих ділянках до 15 кілометрів, зайняли понад 70 населених пунктів, в тому числі місто Лохвиця і великі населені пункти Засулля, Перекопівка, Свиридівка, Лука, Степуки, Луценки, Яхники, Безсали, Западинці. На Ніжинському напрямку … продовжували наступ і, просунувшись вперед від 5 до 8 кілометрів, зайняли понад 20 населених пунктів, в тому числі районний центр Чернігівської області Дмитрівка і великі населені пункти Хибалівка, Кладьківка, Велика Кошелівка, Березанка, Кунашівка, Рубанка. В районі південно-західніше Харкова … вели наступальні бої і, просунувшись на окремих ділянках від 3 до 8 кілометрів, зайняли кілька населених пунктів.

### 15 вересня
На Київському напрямку радянські війська після дводенних боїв захопили великий залізничний вузол і місто Ніжин. Війська, що наступають на південний захід від Харкова, просунулися вперед від 5 до 8 кілометрів і зайняли понад 20 населених пунктів, в тому числі районний центр Харківської області Нова Водолага і великі населені пункти Стара Водолага, Княжне, Охоче, Мелихівка, Парасковія, Берестова, Єфремівка. На Прилуцькому напрямку … продовжуючи наступ, зайняли кілька населених пунктів, в тому числі районний центр Полтавської області Сенча.

### 16 вересня
На Київському напрямку радянські війська продовжували розвивати наступ і, просунувшись на окремих ділянках вперед від 6 до 15 кілометрів, здобули місто Ромни, районні центри Чернігівської області Носівка, Ічня, районні центри Сумської області Талалаївка, Глинськ, а також зайняли понад 90 інших населених пунктів. Війська, що наступають на південний захід від Харкова здобули місто Валки, а також зайняли великі населені пункти Минківка, Гаврилівка, Євдокіївка, Караван, Старовірівка, Логвин, Власівка, Шляхове. Південніше Брянську на західному березі річки Десна … продовжуючи вести успішні бої по розширенню плацдармів, захопили місто Новгород-Сіверський.

### 17 вересня
На Полтавському і Красноградському напрямках радянські війська вели успішний наступ і, просунувшись вперед від 8 до 12 кілометрів, зайняли понад 70 населених пунктів, в тому числі районний центр Харківської області Кегичівка і великі населені пункти Покровка, Сніжків Кут, Олександрівка, Мала Губщина, Камишувата, Оленівка, Кирилівка, Берестовенька, Циглерівка. На Київському напрямку … продовжуючи розвивати наступ, зайняли понад 130 населених пунктів, в тому числі районний центр Чернігівської області Лосинівка, районний центр Полтавської області Чорнухи і великі населені пункти Лихачів, Мрин, Монастирище, Заудайка, Ярошівка, Сильченкове, Карпилівка, Савинці, Дащенки, Білоцерківці, Яцини, Ждани, Тишки. Південніше Брянську радянські війська продовжували вести успішні бої і зайняли кілька населених пунктів.

### 18 вересня
На Київському напрямку радянські війська продовжували розвивати успішний наступ і, просунувшись вперед від 15 до 20 кілометрів, зайняли понад 230 населених пунктів, в тому числі місто Миргород, та місто Пирятин, місто і залізничний вузол Ромодан, залізничний вузол Кобижча, районні центри Чернігівської області Куликівка, Бобровиця, Мала Дівиця, Іваниця, Срібне, Варва та великі населені пункти Вібли, Бакланова Муравійка, Буда, Слобода, Смолянка, Олишівка, Хрещате, Патюти, Данівка, Степанівка, Сальне, Галиця, Польове, Вільшана, Ряшки, Калюжинці, Поділ, Дегтярі, Світличне, Приходьки, Макіївка, Сухоносівка, Мелихі, Вовчок, Попівка, Малі Сорочинці, Великі Сорочинці. На Полтавському і Красноградському напрямках … продовжували наступ і, просунувшись вперед від 4 до 6 кілометрів, зайняли понад 100 населених пунктів, в тому числі районний центр Харківської області Коломак. Війська, що наступали на південний захід від Новгород-Сіверського, просунулися вперед від 15 до 20 кілометрів і зайняли на захід від річки Десна понад 50 населених пунктів, в тому числі районні центри Чернігівської області Понорниця, Сосниця та великі населені пункти Блистова, Авдіївка, Хлоп'яники, Рудня, Чорнотичі, Кудрівка, Волинка, Вільшане.

### 19 вересня
На Київському напрямку радянські війська продовжували розвивати успішний наступ і, просунувшись вперед від 15 до 20 кілометрів, здобули міста Прилуки, Лубни, Хорол, а також зайняли понад 180 населених пунктів, серед яких великі населені пункти Анісове, Янівка, Червоне, Топчіївка, Красилівка, Церковище, Чемер, Лемеші, Лихолітки, Конівщина, Ковтунівка, Давидівка, Тарасівка, Губське, Новаки, Солониця, Покровська Багачка, Штомпелівка та залізничні станції Линовиця, Грабарівка, Солониця, Тернівщина, Біївці, Кибинці, Милашенкове, Гоголеве, Шишаки. На Полтавському напрямку … долаючи опір противника, просунулися вперед від 10 до 15 кілометрів і захопили місто і великий залізничний вузол Красноград, а також зайняли понад 250 населених пунктів, серед яких великі населені пункти Одрадівка, Іскрівка, Очеретове, Білухівка, Варварівка, Мар'янівка, Леб'яже. Війська, що наступали на захід і південний захід від Новгород-Сіверського, просунулися вперед від 20 до 30 кілометрів і зайняли понад 100 населених пунктів, в тому числі районні центри Чернігівської області Холм, Мена, Березна та великі населені пункти Машеве, Орликівка, Козилівщина, Рейментарівка, Бондарівка, Домашлин, Козилівка, Синявка, Городище, Волосківці, Стольне, Локнисте, Бігач.

### 20 вересня
На Полтавському напрямку радянські війська, продовжуючи наступ, зайняли понад 60 населених пунктів і серед них районні центри Полтавської області Чутове, Карлівка, залізничні станції Скороходове і Кочубеївка. На Київському напрямку … продовжували розвивати успішний наступ і, просунувшись вперед від 15 до 25 кілометрів, здобули місто і великий залізничний вузол Гребінка, місто Козелець, районний центр Чернігівської області Яблунівка, а також зайняли понад 200 інших населених пунктів і серед них великі населені пункти Тополя, Мостище, Марківці, Ярославка, Щаснівка, Вороньки, Майнівка, Погреби, Лозовий Яр, Малютинці, Кулажинці, Яблуневе, Іванці, Березняки, залізничні станції Мар'янівка, Вили. На захід і південний захід від Новгород-Сіверського … продовжували розвивати успішний наступ і, просунувшись вперед від 15 до 20 кілометрів, зайняли понад 90 населених пунктів, в тому числі районний центр Чернігівської області Корюківка і великі населені пункти Жадове, Погорільці, Охрамієвичі.

### 21 вересня
Війська Центрального фронту, успішно форсувавши річку Десна, після триденних запеклих боїв захопили обласний центр України — місто Чернігів.
На Полтавському напрямку радянські війська продовжували розвивати успішний наступ і, просунувшись вперед від 10 до 25 кілометрів, зайняли понад 250 населених пунктів, в тому числі районні центри Полтавської області Велика Багачка, Машівка, Нехвороща, великі населені пункти Милорадове, Глобівка, Мар'їне, Терентіївка, Ковалівка, Крутий Берег, Курилехівка, Базилівщина, Щербані, Кустолово-Суходілка, Вільний Степ, Михайлівка, Свистунівка, Мала Нехвороща та залізничні станції Божкове, Свинківка, Селещина, Тагамлик. На Київському напрямку … продовжували наступ і, просунувшись на окремих ділянках вперед від 10 до 20 кілометрів, зайняли понад 240 населених пунктів, в тому числі районний центр Полтавської області Яготин, великі населені пункти Калита, Заворичі, Новий Биків, Петрівка, Червоноармійське, Згурівка, Жуківка, Ничипорівка, Білоусівка, Онішки, Бурбине та залізничні станції Заворичі, Переяславська, Черняхівська. На Гомельському напрямку радянські війська продовжували розвивати наступ і, просунувшись вперед від 10 до 20 кілометрів, зайняли понад 270 населених пунктів, серед яких місто Щорс, районний центр Чернігівської області Семенівка… і великі населені пункти Терехівка, Седнів, Макишин, Малий Дирчин, Кучинівка, Тихоновичі, Перелюб, Блешня, Хотіївка, Дем'янки… та залізничні станції Костобобрів, Семенівка-чернігівська, Карповичі, Низківка…

### 22 вересня
На Полтавському напрямку радянські війська продовжували розвивати наступ і, просунувшись вперед від 10 до 18 кілометрів, зайняли понад 150 населених пунктів, в тому числі районні центри Полтавської області Шишаки, Диканьку і великі населені пункти Велика Бузова, Балясне, Василівка, Стасі, Петро-Давидівка, Безручки, Головач, Мале Перещепине, Драбинівка, Верхні Пологи, Чапаєве, Левенцівка. На Київському напрямку … продовжуючи розвивати успішний наступ, просунулися вперед від 15 до 20 кілометрів і здобули місто Остер, місто Переяслав, місто Золотоноша, а також зайняли понад 180 інших населених пунктів і серед них районний центр Полтавської області Драбів, районний центр Чернігівської області Нова Басань, районний центр Київської області Березань і великі населені пункти Карпилівка, Євминка, Крехаїв, Лихолітки, Семиполки, Ядлівка, Гостролуччя, Семенівка, Війтівці, Єрківці, Вінинці, Великий Хутір… На Гомельському напрямку … продовжували успішний наступ і, просунувшись вперед від 10 до 25 кілометрів, захопили місто Почеп, місто Мглин, місто Стародуб, а також зайняли понад 260 інших населених пунктів.

### 23 вересня
Війська Степового фронту, успішно форсувавши річку Ворскла, після триденних запеклих боїв 23 вересня здобули обласний центр України — місто Полтава. На Кременчуцькому напрямку радянські війська вели успішний наступ і, просунувшись вперед від 10 до 15 кілометрів, зайняли понад 140 населених пунктів, серед яких великі населені пункти Великі Липняги, Ялосовецьке, Трубайці, Семенівка,Степанівка, Дзюбівщина, Білоцерківка, Бірки, Лобачі, Братешки, Антонці, Бугаївка, Війтівка та залізничні станції Уманцівка, Решетилівка, Братешки, Сагайдак. На Київському напрямку … продовжували розвивати успішний наступ і, просунувшись вперед від 10 до 15 кілометрів, зайняли понад 200 населених пунктів, в тому числі районний центр Полтавської області Глемязеве, великі населені пункти Рожни, Рожівка, Богданівка, Велика Димерка, Гоголів, Красилівка, Требухів, Дударків, Старе, Пологи-Вергуни, Хоцьки, Піщане і залізничні станції Бобрик, Димерка, Баришівка.

### 24 вересня
На Кременчуцькому напрямку радянські війська продовжували розвивати успішний наступ і, просунувшись вперед від 10 до 20 кілометрів, зайняли понад 100 населених пунктів, в тому числі районні центри Полтавської області Решетилівка, Нові Санжари, великі населені пункти Товста, Трійники, Родіонівка, Мостовівщина, Балаклія, Давидівка, Мачухи, Старі Санжари, Дмитренки, Судівка, Лелюхівка, Білики та залізничні станції Абазівка, Мала Перещепинська, Нові Санжари, Ліщинівка. На Київському напрямку … продовжуючи розвивати наступ, просунулися вперед від 10 до 20 кілометрів і зайняли понад 50 населених пунктів, в тому числі місто Бориспіль, районний центр Київської області Вища Дубечня і великі населені пункти Нижча Дубечня, Пухівка, Мартусівка, Іванків, Глибоке, Рогозів, Любарці, Сошників, Ковалин, Кропивня.

### 25 вересня
На Кременчуцькому напрямку радянські війська, продовжуючи розвивати успішний наступ, просунулися вперед від 15 до 20 кілометрів і захопили місто Кобеляки, районними центрами Полтавської області Оболонь, Семенівка, а також зайняли понад 120 інших населених пунктів та залізничні станції Веселий Поділ, Кобеляки. На Київському напрямку … зломивши опір противника, здобули місто Бровари.

### 26 вересня
На Кременчуцькому напрямку радянські війська, продовжуючи наступ, просунулися вперед від 10 до 15 кілометрів, зайняли понад 70 населених пунктів, серед яких великі населені пункти Горошин, Велика Бурімка, Великі і Малі Кринки, Глушкове, Верхня і Нижня Мануїлівки, Ченакалівка, Ненадиха-Павлівка, Лутовинівка і на окремих ділянках вийшли до річки Дніпро. На Київському напрямку … продовжуючи вести наступальні бої, вийшли на окремих ділянках до річки Дніпро.

### 27 вересня
На Кременчуцькому напрямку радянські війська, продовжуючи розвивати наступ, захопили районний центр Полтавської області Козельщина, а також зайняли понад 200 інших населених пунктів… На Київському напрямку … продовжували наступ і зайняли понад 30 населених пунктів, в тому числі районні центри Полтавської області Чорнобай, Іркліїв.

### 29 вересня
На Київському напрямку радянські війська в результаті запеклих боїв зламали опір противника на передмостових укріпленнях в районі Дарниці і, відкинувши німців на правий берег річки Дніпро, здобули залізничний вузол Дарниця і сильно укріплені опорні пункти противника на лівому березі річки — Троєщина, Вигурівщина, Труханів острів, Передмостова слобода, Позняки, Осокорки.

## Результати операції
Попри усі труднощі і досить численні недоліки, Чернігівсько-Полтавська операція була найграндіознішою наступальної операцією Червоної Армії після радянського наступу під Сталінградом. Три радянських фронту в смузі понад 700 кілометрів просунулися на захід від 250 до 300 кілометрів всього за місяць боїв. Темпи наступу часом становили до 30 кілометрів на добу. Були захоплені важливі економічні райони і десятки мільйонів людей населення, яких почали масово вербувати в сталінську армію.
Німецьке командування недооцінило можливості Червоної Армії і виявилося неготовим до глибокому удару відразу трьох радянських фронтів. Безповоротні втрати радянських військ склали 102 957 чоловік, санітарні — 324 995 осіб (загальні — 427 952 чоловік), а також 916 гармат і мінометів, 1140 танків, 269 літаків. Німецькі втрати склали близько 321 000 чоловік убитими, пораненими та полоненими.